# HD277404
HD277404 є хімічно пекулярною зорею спектрального класу
A й має видиму зоряну величину в смузі V приблизно 10,0.